# 勒貝格微分定理
數學上，勒貝格微分定理是實分析的一條定理。這條定理大致是說，一個局部可積函數在幾乎每點的值，都是函數在該點為中心的無限小的球上的平均。換言之，該函數的定義域上幾乎處處都是勒貝格點。

## 定理敘述
設{\displaystyle f\in \mathrm {L_{loc}^{1}} (\mathbb {R} ^{k})}為实值或复值的局部可積函數，m為{\displaystyle \mathbb {R} ^{k}}的勒貝格測度。那麼{\displaystyle \mathbb {R} ^{k}}中幾乎處處的x都符合
{\displaystyle \lim _{r\to 0}{\frac {1}{m(B(x,r))}}\int _{B(x,r)}\left|f(y)-f(x)\right|dm(y)=0}
使上式成立的点称为{\displaystyle f}的勒贝格点。

## 證明
因為這定理是關於函數的局部性質，不失一般性，可假設函數f定義在有界集合中，故f為可積函數。
定義
{\displaystyle (T_{r}f)(x)={\frac {1}{m(B(x,r))}}\int _{B(x,r)}\left|f(y)-f(x)\right|dm(y)}
{\displaystyle (Tf)(x)=\limsup _{r\to 0}(T_{r}f)(x)}
那麼這定理就是對幾乎處處的x有Tf = 0。只需證對任何y > 0，集合{Tf > y}的測度為零。
對連續函數，這定理顯然成立。連續函數在{\displaystyle \mathrm {L} ^{1}(\mathbb {R} ^{k})}中稠密，故此對任意正整數n，有連續函數g使得{\displaystyle \|f-g\|_{\mathrm {L} ^{1}}<1/n}。
令{\displaystyle h=f-g}。由於g連續，有Tg = 0。
用三角不等式有
{\displaystyle (T_{r}h)(x)\leq {\frac {1}{m(B(x,r))}}\int _{B(x,r)}\left|h\right|dm+|h(x)|}
設{\displaystyle Mh=\sup _{r>0}{\frac {1}{m(B(x,r))}}\int _{B(x,r)}\left|h\right|dm}。（Mh為h的哈代－李特爾伍德極大函數。）從上式得
{\displaystyle Th\leq Mh+|h|}
因為{\displaystyle T_{r}f\leq T_{r}g+T_{r}h=T_{r}h}，所以有
{\displaystyle Tf\leq Th\leq Mh+|h|}
若Tf > y，則有Mh > y/2或者|h| > y/2。因此{\displaystyle \{Tf>y\}\subset \{Mh>y/2\}\cup \{|h|>y/2\}}
由哈代－李特爾伍德極大不等式得
{\displaystyle m\{Mh>y/2\}\leq 3^{k}(2/y)\|h\|_{\mathrm {L} ^{1}}<3^{k}\cdot 2/(ny)}
由積分的基本性質有
{\displaystyle m\{|h|>y/2\}y/2\leq \|h\|_{\mathrm {L} ^{1}}}
故得
{\displaystyle m\{|h|>y/2\}\leq 2/(ny)}
因此
{\displaystyle {\begin{aligned}&m\{Tf>y\}\\&\leq m\{Mh>y/2\}+m\{|h|>y/2\}\\&<2(3^{k}+1)/(ny)\end{aligned}}}
因為上式對所有正整數n成立，從而知m{Tf > y}=0。定理得證。